# Broggi Izar
Broggi Izar Industriale è stata un'azienda metallurgica italiana attiva dal 1900 al 1996.
Fu fondata a Melegnano nel 1900 come prosecuzione dell'attività del coltellaio Giambattista Izar, esistente dal 1818. Nel 1956 fu fusa con quella dell'argentiere Gaetano Broggi prendendo il nome di Broggi Izar. Venne anche quotata in borsa sino al 1984, quando, dopo alcuni anni di difficoltà, venne tolta dal listino.
L'azienda produsse le posaterie per tutte le case regnanti d'Europa e per i grandi transatlantici, tra i quali l'Andrea Doria, arrivando ad occupare oltre 500 lavoratori, fino alla dismissione delle attività industriali.